# Microryzomys
Microryzomys är ett släkte av däggdjur. Microryzomys ingår i familjen hamsterartade gnagare.

## Taxonomi
Arter enligt Catalogue of Life och Wilson & Reeder (2005):
- Microryzomys altissimus
- Microryzomys minutus

## Beskrivning
Dessa gnagare påminner om små risråttor. De når en kroppslängd (huvud och bål) av 6 till 10 cm och en svanslängd av 9 till 13 cm. Den mjuka pälsen är på ryggen brunaktig och på buken oftast gråaktig. Microryzomys skiljer sig även i detaljer av skallens och tändernas konstruktion från närbesläktade gnagare.
Arterna lever i Sydamerika i Anderna från Venezuela till Bolivia. De hittas vanligen mellan 2000 och 4000 meter över havet. Habitatet utgörs av fuktiga och torra skogar samt av bergsängar. Individerna klättrar i växtligheten eller letar på marken efter föda. Honor kan föda tre till åtta ungar per kull.
IUCN listar båda arter som livskraftiga (LC).